# Withius lewisi
Withius lewisi är en spindeldjursart som först beskrevs av Beier 1946.  Withius lewisi ingår i släktet Withius och familjen Withiidae. Inga underarter finns listade i Catalogue of Life.